# Пузиновский, Александр Юрьевич
Алекса́ндр Ю́рьевич Пузино́вский (23 января 1987 — 12 июля 2009) — российский военнослужащий внутренних войск, старший стрелок-гранатомётчик разведывательной группы отряда специального назначения Приволжского регионального командования внутренних войск МВД России, младший сержант, Герой Российской Федерации (2010, посмертно). Почётный гражданин Сыктывкара (2023).

## Биография
Родился 23 января 1987 года. Мать — Пузиновская Наталья Игоревна, отец — Пузиновский Юрий Анатольевич. Окончил среднюю школу № 25 в Сыктывкаре.
В 2006 году был призван на срочную службу во внутренние войска МВД России. Служил в учебном полку в Сыктывкаре, по окончании курса обучения распределён в отряд специального назначения в Саратов на должность санитара-стрелка. По окончании срока службы в 2008 году остался в этом же отряде служить по контракту.
Старший стрелок-гранатометчик спецназа войсковой части № 7463 Приволжского округа внутренних войск МВД России, дислоцированной в Саратове. Проходил службу по контракту.
7 июля 2009 года разведывательной группе отряда специального назначения Приволжского регионального командования внутренних войск, в составе которой был Пузиновский, была поставлена задача на проведение разведывательно-поисковых мероприятий по обнаружению незаконного вооружённого формирования близ населённого пункта Бамут Ачхой-Мартановского района. Младший сержант Пузиновский находился в головном дозоре и, обнаружив противника, автоматным огнём дал целеуказание по его сосредоточению. В ходе боя командир группы старший лейтенант Владимир Михеев был ранен; Александр Пузиновский пришёл к нему на помощь, но, вынося командира с поля боя, попал под перекрёстный огонь и был тяжело ранен. 12 июля 2009 года в 23.20 стрелок-гранатомётчик группы специального назначения младший сержант Пузиновский Александр Юрьевич скончался.
Похоронен на Верхнечовском кладбище Сыктывкара.
Александр Пузиновский был награждён медалью «Защитнику Чеченской Республики» посмертно по Указу Президента Чеченской Республики Рамзана Кадырова. 23 декабря 2009 года глава администрации Сыктывкара Роман Зенищев вручил родственникам Пузиновского медаль.
Указом Президента Российской Федерации № 978 от 4 августа 2010 года Александру Пузиновскому было присвоено звание Герой Российской Федерации посмертно с формулировкой 

…за мужество и героизм, проявленные при исполнении воинского долга в Северо-Кавказском регионе РФ… — Греков В. Спасая жизнь товарищей... // «На боевом посту» (журнал ВВ МВД). — 2010. — № 10. — С.4-5.
.
14 сентября 2010 года в Уфе министр внутренних дел Российской Федерации Рашид Нургалиев вручил медаль «Золотая Звезда» родителям Александра Пузиновского.

## Награды и звания
- Герой Российской Федерации (04.08.2010, посмертно)
- медаль «Защитнику Чеченской Республики» (2009, посмертно)
- Почётный гражданин Сыктывкара (май 2023)[1].

## Память
- Имя увековечено на памятной стеле у мемориала «Скорбящий воин» в Сыктывкаре.
- На здании средней школы № 25 города Сыктывкар, в которой учился Герой, установлена мемориальная доска.